# Pasmugi
Pasmugi – wieś w Polsce położona w województwie lubelskim, w powiecie radzyńskim, w gminie Borki.
Pasmugi są najmniejszą liczebnie miejscowością na terenie gminy Borki.
W latach 1975–1998 miejscowość administracyjnie należała do ówczesnego województwa lubelskiego.
Wieś stanowi sołectwo gminy Borki. Według Narodowego Spisu Powszechnego z roku 2011 wieś liczyła 72 mieszkańców.
Wierni Kościoła rzymskokatolickiego należą do parafii Najświętszej Maryi Panny Wspomożycielki Wiernych w Borkach.